# Уэбб, Эрнест
Эрнст Джеймс Уэбб (англ. Ernest James Webb; 25 апреля 1874, Лондон, Великобритания — 24 февраля 1937, Торонто, Канада) — британский легкоатлет, трижды серебряный призёр летних Олимпийских игр.
На Играх 1908 в Лондоне Уэбб участвовал в двух дисциплинах по спортивной ходьбе на дистанциях 3500 м и 10 миль. В обоих соревнованиях он занял второе место.
На следующей Олимпиаде 1912 в Стокгольме, Уэбб вновь стал серебряным призёром в ходьбе, на этот раз на дистанции 10 км.